# Loket
Loket (niem. Elbogen) – miasto w zachodnich Czechach, w kraju karlowarskim, w powiecie Sokolov, malowniczo położone w zakolu rzeki Ohrzy. Według danych z 31 grudnia 2007 powierzchnia miasta wynosiła 2674 ha, a liczba jego mieszkańców 3174 osób.
w mieście jest stacja kolejowa Loket.

## Nazwa
„Loket” znaczy po polsku „łokieć”. Nazwa pochodzi od kształtu meandru rzeki Ohrzy, w którym zostało posadowione.

## Położenie
Loket znajduje się w zachodnich Czechach, w kraju karlowarskim, w powiecie Sokolov, ok. 15 km od Karlowych Warów, na zboczach Slavkovskiego Lesu, w zakolu Ohrzy.

## Demografia
| Rok             | 1970  | 1980  | 1991  | 2001  | 2003  |
| --------------- | ----- | ----- | ----- | ----- | ----- |
| Liczba ludności | 2 037 | 1 833 | 2 989 | 3 202 | 3 217 |

Źródło: Czeski Urząd Statystyczny

## Historia
Zamek Loket został wzniesiony prawdopodobnie już pod koniec XII w., jako pograniczna strażnica. Zyskał na znaczeniu po 1230 r., gdy przeniesiono tu siedzibę władz kraju siedleckiego. Miasto powstało ok. roku 1240. W 1319 r. z rozkazu króla Jana Luksemburskiego przez dwa miesiące uwięziony był w zamku jego syn Wacław – późniejszy cesarz Karol IV. Od 1337 r. miasto zyskuje status miasta królewskiego. W XV w. należało do najlepiej ufortyfikowanych miast w całej środkowej Europie. W czasie wojen husyckich pozostało wierne cesarzowi Zygmuntowi Luksemburskiemu. Upadek miasta rozpoczął się w czasie wojny trzydziestoletniej. W roku 1725 miasto strawił wielki pożar. W XIX w. miasto rozsławiła fabryka porcelany założona przez braci Haidinger w roku 1815.

## Zabytki
- Zamek Loket (cz. Hrad Loket) z ekspozycją historyczną, archeologiczną, porcelany i izbą tortur.
- Kościół św. Wacława (cz. Kostel svatého Václava) – barokowy, wzniesiony w 1734 r. na miejscu poprzedniego kościoła późnogotyckiego.
- Ratusz (cz. Radnice) – wzniesiony w stylu wczesnobarokowym w 1682 r.
- Kolumna Trójcy Świętej (cz. Sloup Nejsvětější Trojice) – barokowa, wzniesiona w 1719 r.

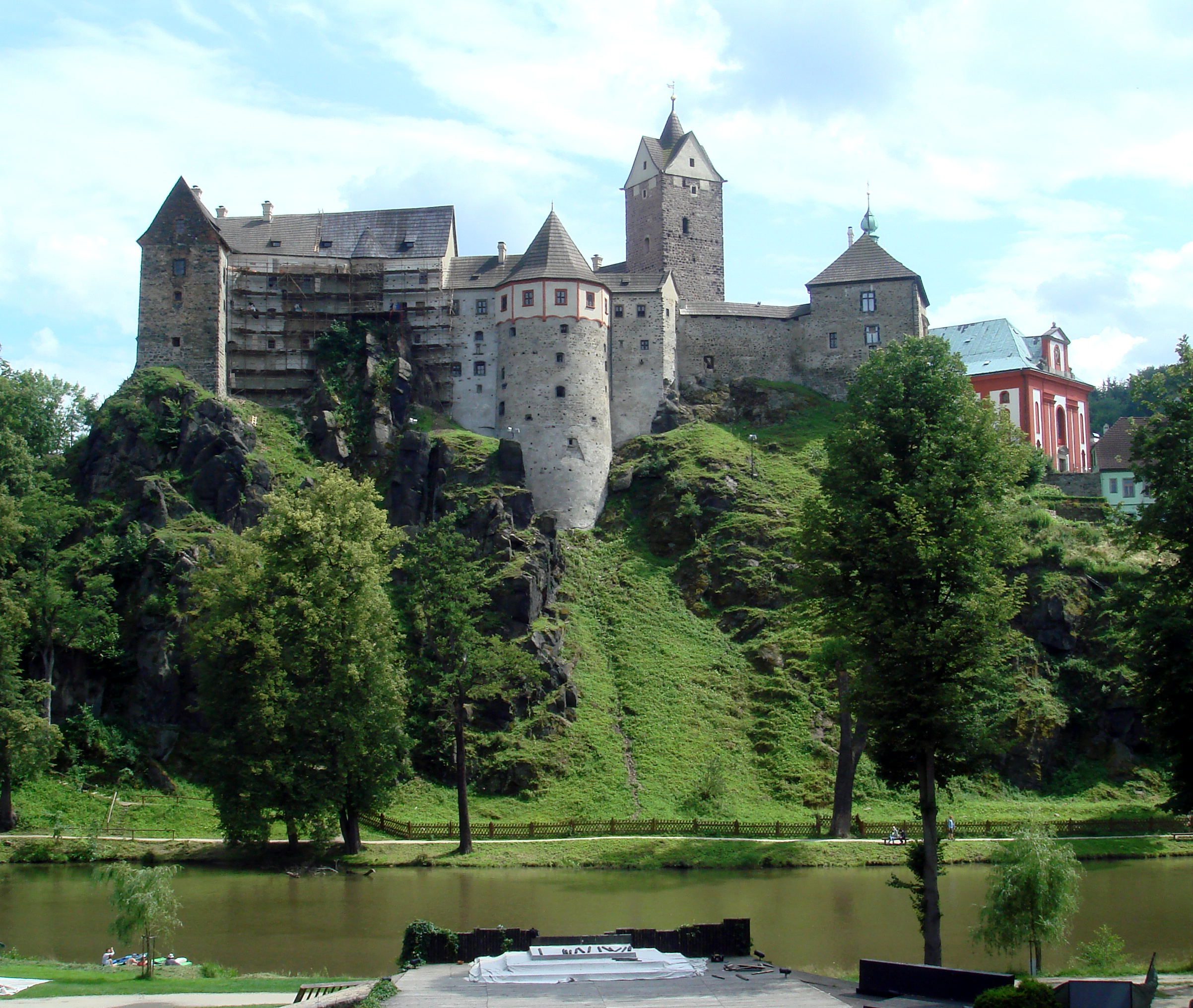
Zamek Loket

## Kultura
W mieście odbywa się festiwal operowy w amfiteatrze pod zamkiem.

## Sport
Odbywają się tutaj zawody motocrossowe o Grand Prix Czech.